# Maison internationale des poètes et des écrivains
La Maison internationale des poètes et des écrivains est une association culturelle créée en 1990, abritée dans une des plus vieilles maisons de Saint-Malo intra-muros du début du XVIIe siècle.

## Historique
En 1981, Dodik Jégou organise les Rencontres poétiques internationales de Bretagne qu'elle préside depuis 1982. Ses locaux devenant trop petits, elle trouve cette maison qui devient, en 1990, par l'intervention de la mairie de Saint-Malo, le siège de la Maison des poètes et des écrivains, une association culturelle initiée en collaboration avec Gwen Jégou, son mari. 
Le 6 octobre 1990, l'inauguration eut lieu en présence, entre autres, de René Couanau (député-maire de la ville), de Federico Mayor Zaragoza (directeur général de l'UNESCO), d'Édouard Maunick, de Claude Couffon, du parrain de cette maison, l'écrivain Camilo José Cela (prix Nobel de littérature) et de l'écrivain Pierre-Jakez Hélias.
Plusieurs milliers de personnalités du monde des arts, des lettres et des  sciences y furent reçues, comme Jorge Amado, Alvaro Mutis, Kenneth White, Jean Malaurie, Dominique Fernandez, Li-Yu-Min ou Robert Sabatier.
Cette maison collabore à divers projets qu'elle initie ou qu'elle soutient, et travaille avec diverses associations sur le plan national ou international pour des manifestations comme les Belles Étrangères, l'Année Mozart, les Fotofolies, la Fureur de lire, la Journée de la Poésie, le Printemps des Poètes ou Étonnants voyageurs.
Les conférences ou les manifestations culturelles qui s'y déroulent sont enregistrées et archivées dans une vidéothèque.

## Architecture
Cette maison datant du début du XVIIe siècle ayant échappé à l'incendie de 1661, ainsi qu'aux bombardements alliés de 1944, a une façade qui rappelle les châteaux arrière des bâtiments navals de ce temps. Elle a été bâtie par un architecte et des charpentiers de marine qui ont réutilisé en partie des matériaux de récupération de navires (colonnes de bois, limon en forme de mât de l'escalier tournant, etc.). Sa façade est percée de baies vitrées à petits carreaux ouvrant sur l'extérieur et des volets de bois en intérieur.
Elle s'élève sur trois niveaux avec combles, et présente aujourd'hui, après aménagements, cinq niveaux utilisables. Son entrée principale donne au no 5 rue du Pélicot, et une seconde au no 12 rue Corne-de-Cerf. Elle est inscrite aux monuments historiques depuis le 14 février 1946.

## Comité d'honneur[4]
- Vladimir Volkoff (1932-2005)
- Claude Aveline (1901-1992)
- Jacques Barquissa
- Mathilde Bensoussan
- Alain Bosquet (1919-1998)
- Hédi Bouraoui (1932)
- André Bourin (1918-2016)
- Jeanne Bourin (1922-2003)
- Jean-Jacques Brochier (1937-2004)
- Charles Carrère (1928-2020)
- Camilo José Cela (1916-2002)
- Georges-Emmanuel Clancier (1914-2018)
- Pierre Denis (1921-2011)
- Jean-François Deniau (1928-2007)
- Régine Deforges (1935-2014)
- Dominique Fernandez (1929)
- Jean Gattégno (1935-1994)
- Daniel Gélin (1921-2002)
- Roger-Edgar Gillet (1924-2004)
- Léonard Ginsburg (1927-2009)
- Eugène Guillevic (1907-1997)
- Pierre-Jakez Hélias (1914-1995)
- Jacques Lacarrière (1925-2005)
- Hervé Lambert
- Yves La Prairie (1923-2005)
- Michel Le Bris (1944-2021)
- Jean Malaurie (1922)
- Robert Mallet (1915-2002)
- Brigitte Massin (1927-2002)
- Édouard Maunick (1931-2021)
- Alvaro Mutis (1923-2013)
- Michel Ragon (1924-2020)
- Emmanuel Roblès (1914-1995)
- Robert Sabatier (1923-2012)
- Colette Seghers (1928-2016)
- Léopold Sédar Senghor (1906-2001)
- Frédéric Jacques Temple (1921-2020)
- Maurice Trogoff (1934-2000)
- Kenneth White (1936)
- Daniel Yonnet (1933-2020)

## Événements

### Conférences
- échanges internationaux :
  - La Bretagne et l'Europe ;
  - La Pologne aujourd'hui ;
  - Les réfugiés tibétains du Ladakh ;
  - L'esprit libertaire ;
  - Les sorciers et les magiciens dans la littérature du Moyen Âge ;
  - L'extinction des dinosaures.

### Spectacles
- contes et légendes : Charles Dauvergne, Marie-Jo Joulaud, Francis Guilard, Roger le contou, et Fred le disou ;
- promenades littéraires contées avec des comédiens et des musiciens dans le vieux Saint-Malo.

### Rencontres
- rencontres internationales de poésie ;
- rencontres avec des établissements scolaires.

### Ateliers
- club d'anglais pour les enfants ;
- traduction d'espagnol ;
- écriture ;
- poésie ;
- calligraphie.

### Édition
- réalisation de recueils, plaquettes ou DVD.

### Prix décernés par l'association
- grand prix international de poésie Guillevic-Ville de Saint-Malo ;
- prix Georges-Perros ;
- prix Imram en langue bretonne.

### Bibliothèque
Située au dernier étage, elle contient un ensemble d'ouvrages ayant trait à la poésie.

## Direction
- 1990- mars 2018 : Dodik Jégou[5]

## Dissolution
En mars 2018, l’association change de direction puis est dissoute par la nouvelle dirigeante, Rozenn Saget. 
1. ↑  Migliorini Robert, « Le lieu. Une maison de légendes à Saint-Malo », La Croix,‎ 6 août 2001, p. 15
2. ↑  Dit aussi la « Grande Brûlerie ».
3. ↑  Notice no PA00090854, sur la plateforme ouverte du patrimoine, base Mérimée, ministère français de la Culture
4. ↑  Dodik Jégou et Christophe Penot, La Maison internationale des poètes et des écrivains, Saint-Malo, Éditions Cristel, 2002 , 57 p.  (ISBN 2-84421-023-6)
5. ↑  Le Pays malouin, 9 mars 2018.